# Географическая квакша
Географическая квакша (лат. Hypsiboas geographicus) — вид земноводных из семейства квакш (Hylidae).
Общая длина достигает 5,5—7,5 см. Наблюдается половой диморфизм — самки крупнее самцов. По своему строению похожа на других представителей своего рода. Отличием является лишь окраска. Она имеет сетчатый рисунок с преобладанием светлых цветов, напоминающий географическую карту. На лапах присутствуют полосы коричневого цвета с различными оттенками.
Любит тропические и субтропические леса, влажные саванны, плантации, места возле прудов, болот, озёр. Встречается на высоте от 500 до 1200 метров над уровнем моря. Ведёт древесный образ жизни. Днём скрывается в листьях бромелий. Активна ночью. Питается беспозвоночными.
При опасности квакша прижимается к подстилке с немного втянутыми глазами и закрывает верхнее веко, которое покрыто светло-коричневыми жилками. Благодаря этому глаза не отличить от тела. Квакша становится похожа на засохшие листья. При опасности переворачивается на спину и притворяется мёртвой или спасается с помощью мгновенных длинных прыжков в меняющихся направлениях.
Размножение происходит у стоячих водоёмов. Самка откладывает в воду до 2000 яиц. Головастики имеют сугубо чёрную окраску. Метаморфоз происходит в воде.
Вид распространён в Колумбии, Эквадоре, Венесуэле, Гайане, Суринаме, Гвиане, Перу, Бразилии, Боливии, а также на острове Тринидад.